# Abrahamitas
Os abrahamitas foram uma seita de deístas na Boêmia no século XVIII, que professaram serem seguidores de Abraão antes de sua circuncisão. Acreditavam em um único Deus, mas rejeitavam a Santíssima Trindade, o pecado original, e a perpetuidade da punição para o pecado, e não aceitavam nada da Bíblia, exceto os Dez Mandamentos e o Pai Nosso.
Por se recusarem a serem classificados como cristãos ou judeus, foram excluídos do edital de tolerância religiosa promulgado pelo imperador José II em 1781, e deportados para várias partes do país, os homens sendo recrutados para regimentos de fronteira. Alguns se tornaram católicos, e aqueles que mantiveram a sua visão "abrahamita" não foram capazes de transmiti-la à geração seguinte.
Houve também uma ordem de monges conhecida como os abrahamitas. Foram exterminados por idolatria pelo imperador bizantino Teófilo no século IX.